# DR V 100 sorozat
A DR V 100 egy német B'B' tengelyelrendezésű dízeltolatómozdony-sorozat. 1966 és 1985 között gyártotta a LEW és a Hennigsdorf. A mozdonyok selejtezése 1990-ben kezdődött.